# Soul Assassins
Soul Assassins представља скуп музичара и цртача графита окупљена око латино-америчке хип хоп групе Сајпрес хил, формирана раних деведесетих.
У периоду од 1997. до 2000. изашла су два албума Soul Assassinsа . На оба албума учествује велики број репера, док су продуценти ДЈ Магс,продуцент комплетног првог албума и највећег дела другог, Алхемист продуцент на 3 песме и ДЈ Халил на једној песми другог албума.

## Чланови

### Музичари
- Сајпрес хил
- La Koka Nostra
- Skinhed Rob

### Цртачи
- Estevan Oriol

## Дискографија

### Албуми
- 1997:  Soul Assassins Chapter I (Columbia);# 20 САД, # 86 ВБ, # 14 КАН
- 2000: ); # 178 САД

### Синглови
- 1997: B-Real и Dr. Dre -
- 2000: GZA -